# Joan II de Bretanya
Joan II de Bretanya (3 o 4 de gener de 1239 - 16 de novembre de 1305, Lió) va ser duc de Bretanya (1286- 1305), comte de Richmond (1268- 1305) i par de França.
Va acompanyar el seu pare, Joan I, i a Lluís IX de França a la vuitena Croada que es va acabar per la mort del rei el 1271 a Tunis. Mentre que el seu pare tornava a Bretanya, ell va anar a Palestina, probablement amb la croada d'Eduard I d'Anglaterra, el seu cunyat.
El 1285, va acompanyar al rei Felip III de França l'Intrèpid, a la guerra contra el rei català Pere el Gran (Croada d'Aragó). Cunyat del rei d'Anglaterra, el seu fill segon, Joan, va ser designat per aquest darrer com a capità general d'Aquitània i va defensar aquesta província contra l'exèrcit del rei de França, dirigit per Carles I de Valois. Joan no va experimentar més que derrotes. Els anglesos que intentaven avituallar-se a Bretanya van cometre pillatges sobre pillatges, el que va portar al duc a rompre la seva aliança amb el rei d'Anglaterra. Va casar el seu net, el futur Joan III de Bretanya amb Isabel, la filla de Carles de Valois, i el seu ducat van ser erigits en pairia el 1297 pel rei Felip IV de França que tenia espies a través dels bisbes, actuant de fet contra els templers.
De 1297 a 1304, va ajuntar la seva bandera a la del rei de França en la seva lluita contra els flamencs; és citat a la batalla de Mons-en-Pévèle, als dos setges de Lilla, i a altres combats.
El 1305, després de la pau, va anar a Lió per a la consagració del papa Climent V per tal d'arreglar els seus conflictes amb l'episcopat bretó. De tornada de l'església de Saint-Just de Lió, quan el duc portava la brida de la mula pontifical, un mur sobre el qual s'havia situat una multitud d'espectadors es va esfondrar, atropellant el sobirà pontífex i enterrant a Joan II. Se'l va retirar moribund, i va expirar quatre dies més tard, el 16 de novembre. El seu cos es va col·locar en un taüt de plom i portat al seu ducat per ser inhumat als Carmelites de Ploërmel que havia fundat. L'estàtua jacent del duc, així com el de Joan III de Bretanya, serà transferida a l'església de Saint-Armel el 1821.
Durant el seu mandat destacaria la figurar de l'eminent jurista Erwan Helouri (1253-1303), més conegut com a Sant Iu (en francès Saint Ives), des que fou canonitzat el 1347, al que actualment se'l considera com a patró dels advocats i notaris.

## Família
Era fill de Joan I el Roig, duc de Bretanya, i de Blanca de Navarra (morta el 1283), 
El novembre de 1260, a la basílica de Saint-Denis, es va casar amb Beatriu d'Anglaterra (1242- 1275), filla del rei Enric III d'Anglaterra, que li va aportar en dot el Richmondshire. Van tenir sis fills:
- Artur II (25 de juliol de 1262 - 1312), duc de Bretanya.
- Joan (1266 – 17 de gener de 1334), comte de Richmond (1306-1334). Va servir a Eduard II d'Anglaterra a Escòcia contra Robert I d'Escòcia i va ser fet presoner a la batalla de Blackmore el 1322. No va ser alliberat fins al 1325.
- Maria (1268 – 5 de maig de 1339), casada el 1292 amb Guiu III de Châtillon, comte de Saint-Pol.
- Blanche de Bretanya (1270 – 19 de març de 1327), casada amb Felip d'Artois (1269 - 1298).
- Pere (1269 – juliol de 1312), vescomte de Léon. Era un príncep apassionat pels cavalls, que es va endeutar tant per satisfer la seva passió que va ser obligat vendre el vescomtat de Léon al seu germà Artur II. Va participar en les guerres de Flandes amb el seu pare. Va morir el 1312 d'una puntada de peu d'un cavall.
- Elionor de Bretanya (1275 – 16 de maig de 1342). Religiosa el 1286, abadessa de Fontevraud (1304-1342), llega a la seva abadia el Gradual d'Aliénor de Bretagne (una manuscrit il·luminat).